# Коцкар (албум)
„Коцкар” је седми албум Бубе Мирановић, издат 1998. године. 

## Списак песама
1. Коцкар 
(Б. Самарџић - В. Петковић - Д. С. Босанац)
2. Кишни људи 
(А. Милић - М. Туцаковић - ар. Д. С. Босанац)
3. Ветрова кћи 
(Б. Самарџић - В. Петковић - Д. С. Босанац)
4. Дивљакуша 
(Б. Самарџић - В. Петковић - Д. С. Босанац)
5. Печат без жига 
(Б. Самарџић - В. Петковић - Д. С. Босанац)
6. Разбила бих све од стакла 
(М. Брзаковић Брзи - В. Петковић - ар. Д. С. Босанац )
7. Идите девојке 
(М. Брзаковић Брзи - В. Петковић - ар. Д. С. Босанац )
8. Музикант 
(Д. С. Босанац - М. Туцаковић - ар. Д. С. Босанац )
9. Филм 
(М. Брзаковић Брзи - В. Петковић - ар. Д. С. Босанац )
10. Месец жут 
(Б. Самарџић - В. Петковић - Д. С. Босанац)